# PGC 214249
LEDA/PGC 214249 ist eine linsenförmige Zwerggalaxie vom Hubble-Typ S0+/a? im Sternbild Bärenhüter am Nordsternhimmel. Sie ist schätzungsweise 165 Millionen Lichtjahre von der Milchstraße entfernt und hat einen Durchmesser von etwa 20.000 Lichtjahren. Gemeinsam mit NGC 5579 bildet sie das gravitativ gebundene Galaxienpaar Arp 69.
Im selben Himmelsareal befindet sich u. a. die Galaxien NGC 5589, NGC 5590, PGC 51285, PGC 2061435.